# Mobb Music
El Mobb Music es un estilo musical del West Coast rap que comenzó en la Bay Área de San Francisco a finales de los 80. El estilo instrumental básico está sacado de la música funk, centrado fuertemente en los sintetizadores y en la caja de ritmos Roland TR-808, entre otros. Las líricas son parecidas a las que el G-Funk trataba en el sur de California (sexo, drogas, violencia...).
El sonido del Mobb puede estar artibuido a productores como Mike Mosley, Sean T, One Drop Scott, Cellski, Ant Banks, JT the Bigga Figga, DJ Darryl, Khayree, Ric Roc y Studio Tone. Artistas de la Bay Area como E-40, B-Legit, Suga-T, D-Shot, Too $hort, Mac Dre, San Quinn, The Luniz, RBL Posse, Ceaese, Dru Down, Mac Mall, Celly Cel, C-Bo, JT the Bigga Figga, 11/5, Cold World Hustlas, 3xCrazy, UDI, Guce y Spice 1 son los más prominentes que contribuyeron al desarrollo de este estilo musical. 
Mientras que los álbumes clásicos de Mobb todavía se siguen vendiendo muy bien en todo el norte de California, comercialmente ha sido sustituido en la región por un nuevo subgénero de rap de la bahía llamado hyphy rap, con un ritmo más rápido y está mejor visto en lo comercial. Muchos artistas pioneros del Mobb se han adaptado al nuevo formato de rap de la bahía, como son E-40 y Too Short.
- Datos: Q17995961